# Alexander Walentinowitsch Wampilow
Alexander Walentinowitsch Wampilow (russisch Александр Валентинович Вампилов; wiss. Transliteration Aleksandr Valentinovič Vampilov, * 19. August 1937 in Tscheremchowo, Oblast Irkutsk; † 17. August 1972 im Baikalsee zwischen Baikal und Listwjanka) war ein sowjetischer Schriftsteller und Dramatiker.

## Leben
Wampilow wurde 1937 in Tscheremchowo geboren und wuchs als vierter und jüngster Sohn einer Lehrerfamilie in Kutulik auf. Seine Mutter arbeitete als Mathematiklehrerin und der Vater als Direktor einer Schule in Kutulik. Wenige Monate nach seiner Geburt wurde der Vater denunziert, verhaftet und Anfang 1938 erschossen. Er wurde 1957 posthum rehabilitiert. Wampilow trat bereits in jungen Jahren in Laienspielgruppen auf, schrieb Gedichte und war Redakteur der Schülerzeitung. Von 1955 bis 1960 studierte er an der Philologisch-Historischen Fakultät der Universität Irkutsk. 1958, noch während seines Studiums, erschienen erstmals zehn kurze humoristische Erzählungen in Oblast- und Universitätszeitungen unter dem Pseudonym A. Sanin, das sich aus seinen Vor- und Spitznamen (Alexander und Sanja) zusammensetzte. Im Oktober 1959 begann er für die Irkutsker Zeitung „Sowjetskaja Molodjosch“ im Bereich Literatur zu arbeiten und leitete später eine Abteilung. Neben verschiedenen Reportagen über Ereignisse in der näheren Umgebung, schrieb er weitere Erzählungen. 1961 erschien sein erstes Buch unter dem Titel Стечение обстоятельств (Eine Verkettung von Umständen) mit humoristischen Erzählungen und Szenen. Ab September desselben Jahres belegte er einen einjährigen Lehrgang an der Zentralschule des Komsomol und wurde nach seiner Rückkehr Redaktionssekretär. Neben seiner Tätigkeit für die Zeitung begann er Theaterstücke zu schreiben. Es entstanden seine Erstlingswerke Die Geschichte mit dem Metteur (История с метранпажем) und Zwanzig Minuten mit einem Engel (Двадцать минут с ангелом), die später zusammen das Bühnenwerk Provinzanekdoten (Провинциальные анекдоты) bildeten.
Wampilow verließ 1964 die Zeitung „Sowjetskaja Molodjosch“ und widmete sich ausschließlich seiner künstlerischen Arbeit. Im gleichen Jahr erschienen zwei Bücher mit gesammelten Werken Irkutsker Autoren Ветер странствий (Wind der Streifzüge) und Принцы уходят из сказок (Die Prinzen verschwinden aus den Märchen), die auch Erzählungen Wampilows enthielten. Insgesamt schrieb er etwa 70 Erzählungen, Theaterstücke, Kurzgeschichten, Artikel und Anekdoten.
1964 erschien in der Zeitschrift „Theater“ der erste Einakter Das Haus mit den Fenstern zum Feld (Дом окнами в поле). Im selben Jahr veröffentlichte er das erste größere Bühnenwerk, eine Komödie mit dem Titel Das Staatsexamen oder auch bekannt als Abschied im Juni (Прощание в июне). Das Stück tritt für den Abbau fundamentierter gesellschaftlicher Schranken, Jugend, Freiheit, Individualität und Liebe ein. Es wurde 1966 als erstes Werk Wampilows im litauischen Klaipėda aufgeführt. Im Ergebnis des Tschitinsker Seminars junger Schriftsteller wurde er im Herbst 1965 für die Aufnahme in den Schriftstellerverband der UdSSR vorgeschlagen und am 16. Februar 1966 aufgenommen. Von 1965 bis 1967 studierte Wampilow in Moskau am Maxim-Gorki-Literaturinstitut. 1965 vollendete er die Komödie Der älteste Sohn (Старший сын) und 1968 die dreiaktige Tragikomödie Entenjagd (Утиная охота). Das rebellische Werk handelt von einem gesellschaftlichen Außenseiter, der zwischen Anpassungsdruck und dem Wunsch nach Individualität schwankt.
Anfang 1971 vollendete er die Arbeiten an dem Drama Letzten Sommer in Tschulimsk (Прошлым летом в Чулимске). Das Bühnenwerk rief zwar positive Kritiken hervor, wurde aber nur an Provinztheatern gezeigt. Erst Anfang der 1970er Jahre wurden Wampilows Werke in Moskau und Leningrad aufgeführt. Lenfilm sicherte sich die Filmrechte für Сосновые родники.
Wampilow starb im August 1972, zwei Tage vor seinem 35. Geburtstag, bei einem Bootsunfall auf dem Baikalsee. Er ertrank, während sein ihn begleitender Freund gerettet werden konnte.

## Rezeption
Die Stücke Wampilows gehörten bereits von 1967 bis 1970 zu den meistgespielten in der Sowjetunion. 1971 fanden 1028 Aufführungen an 28 Theatern, 1972 1613 Aufführungen an 44 Theatern statt. Seine Werke erreichten zudem ein internationales Publikum (hauptsächlich in der ČSSR und der DDR), einige wurden verfilmt oder erschienen als Hörspiel; Aufführungen gab es auch auf einigen bundesdeutschen Bühnen. Wampilow als Vertreter der „Dorfliteratur“ und literarischer Wegbereiter der sowjetischen „Tauwetter-Periode“ der 1960er Jahre, setzte sich mit Gegenwartsproblemen auseinander, die nicht an Aktualität verloren haben. Er beschrieb die sowjetische Provinz und die heiteren sowie tragischen Seiten des Alltags der Bewohner mit Anzeichen gesellschaftlichen Niedergangs. Die Protagonisten stehen häufig in Konfrontation mit ihren Mitmenschen und der Gesellschaft. Durch eine übertriebene groteske Haupthandlung in Wampilows Stücken wird der in der Dramatik übliche Konfliktaufbau gestört. Die überwiegend positive Rezeption seines Schaffens liegt in der hohen künstlerischen Qualität der Dramen, der anspruchsvollen theatralischen Unterhaltung sowie den kritischen Grundstimmungen begründet. Der Zuschauer findet keinen „neuen Menschen“, der gesellschaftliche Normen im entwickelten Sozialismus setzt. Der Stil der Werke stand oft den Prinzipien des sozialistischen Realismus entgegen.

## Ehrungen

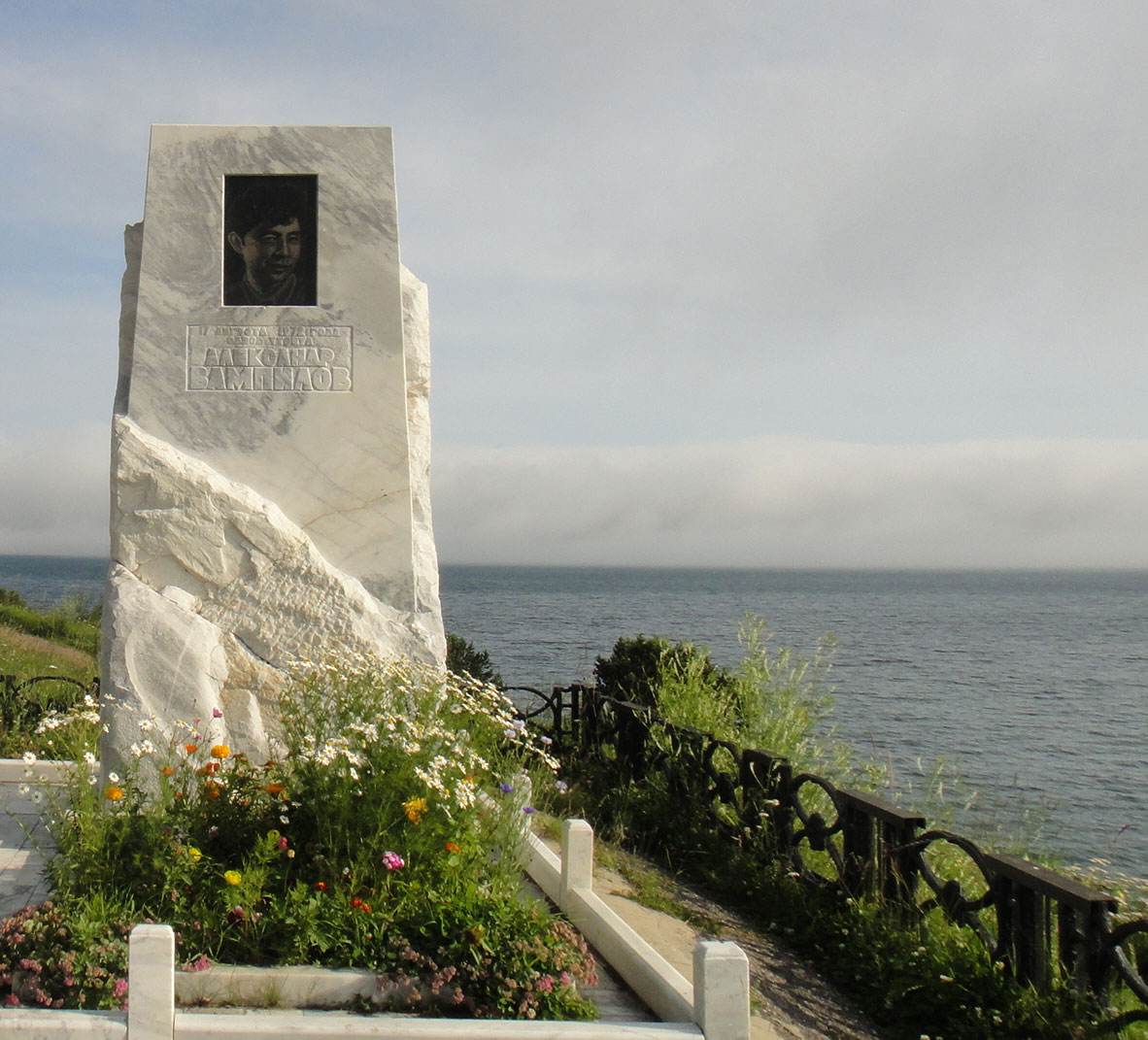
Gedenkstein in Listwjanka

Im November 1972 wurde der Dramatiker für das Stück Abschied im Juni posthum mit dem Preis des Irkutsker Komsomol ausgezeichnet. Der Asteroid (3230) Vampilov
, Plätze, Parks und Straßen wurden nach ihm benannt. 1992 wurde unweit der Unglücksstelle ein Gedenkstein errichtet. Anfang der 2000er Jahre wurden Denkmäler in Irkutsk, Moskau, Tscheremchowo und Kutulik aufgestellt. In Kutulik gibt es ein Wampilow-Museum und die Ortsbibliothek trägt seinen Namen. Namensträger sind außerdem ein Theater, ein Oblastfond, ein Kulturzentrum und seit 1987 das „Gesamtrussische Irkutsker Wampilow-Theaterfestival moderner Dramaturgie“.

## Werke (Auswahl)

### Dramen

#### Mehrakter
- Abschied im Juni (Прощание в июне, 1966)
- Der ältere Sohn (Старший сын, 1968)
- Entenjagd (Утиная охота, 1970)
- Letzten Sommer in Tschulimsk (Прошлым летом в Чулимске, 1972)

#### Einakter
- Das Haus mit den Fenstern zum Feld (Дом окнами в поле, 1963)
- Provinzanekdoten (Провинциальные анекдоты), 1970, bestehend aus zwei Teilen:
Erste Anekdote. Die Geschichte mit dem Metteur
Zweite Anekdote. Zwanzig Minuten mit einem Engel (Двадцать минут с ангелом)
- Erfolg (Успех)
- Der unvergleichliche Nakonetschnikow (Несравненный Наконечников, unvollendetes Theaterstück, 1972)

### Prosa
- Aus Notizbüchern (Из записных книжек)
- Briefe (Письма)

## Filmografie (Auswahl)
- Letzten Sommer in Tschulimsk (Прошлым летом в Чулимске, 1975 und 2014)
- Der ältere Sohn (Старший сын, 1976 und 2006)
- Die Geschichte mit dem Metteur (История с метранпажем, 1979)
- Das Haus mit den Fenstern zum Feld (Дом окнами в поле, 1979)
- Urlaub im September (Отпуск в сентябре, 1979, basierend auf Entenjagd)
- Der unvergleichliche Nakonetschnikow (Несравненный Наконечников, 1981)
- Valentina (Валентина, 1981, basierend auf Letzten Sommer in Tschulimsk)
- Zwanzig Minuten mit einem Engel (Двадцать минут с ангелом, 1989)
- Provinzanekdote (Провинциальный анекдот, 1990, nach einer Novelle aus Provinzanekdoten)
- Abschied im Juni (Прощание в июне, 2003)
- Paradiesische Hütten (Райские кущи, 2015, basierend auf Entenjagd)